# Sidi M'Hamed Ben Lahcen
Sidi M Hamed  Ben La (franska: Sidi M Hamed  Ben La (CR), Sidi M Hamed  Ben La (Commune Rurale), arabiska: ووزكان) är en kommun i Marocko.   Den ligger i provinsen Taounate och regionen Fès-Meknès, i den nordöstra delen av landet, 200 km öster om huvudstaden Rabat. Antalet invånare är 18 990.